# 皮利
皮利（法語：Pully）是瑞士联邦西部法语区的沃州下设的一座城市。在行政上属于拉沃-奥龙区管辖。皮利的总面积为5.85平方公里。截至2010年底，总人口为17,121。

## 友好城市
- 法國 奥贝奈